# Leiochrides biceps
Leiochrides biceps är en ringmaskart som beskrevs av Hartman 1954. Leiochrides biceps ingår i släktet Leiochrides och familjen Capitellidae. Inga underarter finns listade i Catalogue of Life.